# Cimex lectularius
La cimice dei letti (Cimex lectularius Latreille, 1802), della famiglia Cimicidae, è una specie di insetto ectoparassita ematofago obbligato dell'uomo e di altri animali a sangue caldo.
Fino a pochi anni fa questa specie, parassita dell'uomo, era considerata quasi scomparsa mentre negli ultimi tempi le segnalazioni sono aumentate. Negli USA nel 2002 ci sono state solo due segnalazioni mentre nel 2006 sono arrivate a quota 1200. L'insetto è privo di ali e di giorno si nasconde nei materassi e nelle crepe dei mobili, di notte esce e succhia il sangue di chi dorme. Si ritiene che la sua diffusione sia stata favorita da un graduale depotenziamento degli insetticidi e dall'aumento dei viaggi internazionali.
Non rivestono una particolare importanza in parassitologia se non per le reazioni allergiche che possono provocare in alcuni soggetti dopo la puntura. Infatti, non risulta che trasmetta malattie.
Si pensa che il parassitismo dell'uomo da parte di questo artropode risalga agli albori della specie umana. La cimice dei letti era uno dei più diffusi parassiti dell'uomo fino agli anni '40 del XX secolo. Da quel momento la sua presenza nel mondo ha subito un inesorabile declino fino a scomparire quasi del tutto. Le cause di ciò non sono ancora state del tutto comprese: sembra che la messa in commercio del DDT abbia apportato in quel momento un contributo decisivo. A partire dagli anni '90 del XX secolo la cimice dei letti è ricomparsa in molti Paesi e intorno agli 2000 si è nuovamente diffusa in America, in Europa, Australia, Africa e Asia.
Sembra che a favorirne la ricomparsa siano state varie concause, come l'introduzione del riscaldamento centralizzato negli edifici, la globalizzazione, l'aumento dei viaggi nel mondo, e non ultimo una resistenza biologica che questo insetto ha sviluppato nei confronti di varie categorie di biocidi (piretroidi, carbammati, organofosforici, ecc). La sua attività ematofaga determina nell'uomo l'insorgenza di lesioni di tipo strofuloide altamente pruriginose, causate da una reazione iperimmune nei confronti di alcune sostanze contenute nella saliva che questo insetto secerne durante il pasto di sangue.

## Descrizione
L'adulto, di colore rosso-brunastro, è lungo circa 6 mm e si presenta schiacciato dorso-ventralmente. Ciò rende l'insetto abile nell'infilarsi in ogni più piccolo recesso. La testa è dotata di due occhi composti e un paio di antenne con recettori sensibili al calore e a determinati composti chimici, come l'anidride carbonica. L'apparato boccale è di tipo pungente succhiante. I pezzi boccali si sono adattati e trasformati nel corso dell'evoluzione in un rostro allungato in grado di penetrare la cute dell'ospite e di aspirare il sangue. Il torace presenta delle caratteristiche espansioni laterali. Dorsalmente sono presenti una coppia di squame cutanee, dette emielitre, che rappresentano delle ali vestigiali. L'addome è costituito da 11 segmenti tenuti insieme da membrane intersegmentali dotate di un notevole grado di stiramento, favorendo la distensione dell'addome e l'accumulo nell'apparato digerente di una notevole quantità di sangue. Le forme giovanili immature, chiamate neanidi o ninfe, si possono facilmente distinguere dagli adulti per le ridotte dimensioni, un minor grado di sclerotizzazione del tegumento (minore negli stadi giovanili più immaturi), l'assenza degli organi riproduttivi, e altre caratteristiche morfologiche di minore evidenza.

## Biologia

### Ecologia
La cimice dei letti è un insetto gregario ad abitudini notturne che durante il giorno si nasconde dalla luce del sole (fototropismo negativo) in anfratti o fessure di ogni tipo, formando aggregazioni di decine, centinaia o migliaia di individui. I siti di annidamento, detti anche focolai di sviluppo, normalmente sono localizzati nei pressi dei luoghi dove sosta l'uomo nelle ore notturne. L'unione degli individui in un focolaio viene mantenuta attraverso l'emissione da parte degli insetti di un “feromone di aggregazione”, costituito da una miscela di 10 molecole, principalmente di natura aldeidica. Generalmente durante la notte le cimici fuoriescono dai propri nascondigli per pungere l'uomo, che rappresenta il suo ospite d'elezione. Le cimici dei letti sono attive e vitali tra i 15 °C ed i 37 °C. Al di sotto dei 15 °C e al di sopra dei 37 °C lo sviluppo s'interrompe. Negli ambienti infestati le cimici preferiscono rifugiarsi in nascondigli situati nel legno, nei materiali cartacei e nei tessuti. Infestano molto spesso i materassi, in particolare i bordi e le cuciture del materasso, le gambe di appoggio e l'interno di eventuali rotelle di plastica dei letti, le doghe di legno e le molle delle reti. In genere possono essere infestati qualsiasi fessura o crepa delle pareti, i bordi esterni dei tappeti, gli interruttori elettrici e le prese di corrente, le cornici, i quadri, le tendine, ecc. Gli insetti adulti possono sopravvivere, in assenza di un ospite di cui nutrirsi ed in funzione della temperatura ambientale per molto tempo, da alcuni mesi fino ad un anno per gli adulti, mentre le neanidi per più di tre mesi. La via principale di diffusione è rappresentata da persone o oggetti venuti in contatto con un ambiente infestato e che veicolano degli esemplari di Cimex lectularius e/o loro uova. Persone che soggiornano in ambienti infestati possono così inconsapevolmente consentire alle cimici di nascondersi durante le ore notturne nelle valigie o nei vestiti, trasportando in seguito gli insetti fino alla propria abitazione o in altri luoghi. Lo scambio di materiale usato può determinare lo spostamento di oggetti contaminati in nuovi ambienti con il serio rischio di diffondere l'infestazione.

### Ciclo vitale
La cimice dei letti è un insetto a metamorfosi incompleta. Il ciclo vitale prevede lo stadio di uovo, cinque stadi ninfali e l'adulto. Ogni stadio ninfale svolge attività ematofaga obbligata, necessaria alla muta allo stadio successivo. Gli adulti di entrambi i sessi svolgono anch'essi attività ematofaga obbligata. Il ciclo vitale è per la maggior parte influenzato dalla disponibilità di ospiti e dalla temperatura ambientale. In misura molto minore dall'umidità, visto che gli adulti tollerano ampi intervalli: dal 30 al 70%. La temperatura ottimale si attesta sui 30 °C. In queste condizioni un intero ciclo uovo-adulto si compie in circa 24 giorni. Una femmina adulta si accoppia generalmente dopo ogni pasto di sangue e, con temperature di 26 °C, comincia a deporre circa 2-3 uova al giorno dopo circa 3 giorni. La fertilità viene mantenuta per tutta la vita della femmina. Una femmina può produrre nel corso della propria vita circa 200-300 uova.

## Azione patogena
Le punture della cimice dei letti esitano in lesioni pruriginose di tipo strofuloide. Le lesioni derivano dal trauma cutaneo associato alla puntura e da una reazione immunitaria di ipersensibilità che può essere sia di tipo immediato che di tipo ritardato. Alcuni soggetti manifestano una sorta di insensibilità alla puntura, non presentando una sintomatologia cutanea evidente. Le lesioni sono localizzate in genere nelle regioni scoperte del corpo: gambe, braccia e viso. In molti casi hanno una distribuzione lineare. Le lesioni compaiono da pochi minuti ad alcune ore dalle punture, a seconda dei soggetti e del tipo di risposta immunitaria e perdurano per due o tre settimane.

## Azione vettoriale
Non è stata ancora accertata la capacità vettoriale della cimice dei letti di trasmettere malattie infettive. Secondo uno studio del 2015 è stata accertata la capacità vettoriale nella trasmissione di Trypanosoma cruzi, agente eziologico della malattia di Chagas, tra topi in condizioni sperimentali di laboratorio.

## Metodi di lotta
Le infestazioni da C. lectularius sono molto complesse da risolvere e spesso vanno incontro a recidiva, per questo è bene affidarsi ad un disinfestatore esperto che utilizzi esclusivamente metodi fisici, come azoto liquido o vapore saturo secco. Sarà necessario procedere ad un'accurata ispezione visiva al fine di individuare la presenza di tutti i focolai di infestazione per poi agire direttamente su di essi.